# Lucio Soravito de Franceschi
Lucio Soravito de Franceschi (ur. 8 grudnia 1939 w Mione di Ovaro, zm. 6 lipca 2019 w Udine) – włoski duchowny katolicki, biskup Adrii-Rovigo w latach 2004-2015.

## Życiorys
Święcenia kapłańskie otrzymał 29 czerwca 1963 i został inkardynowany do archidiecezji Udine. Po święceniach pracował jako wikariusz w Artegna, zaś od 1974 przebywał w Udine, gdzie był początkowo wikariuszem parafii św. Piusa X, a od 1999 proboszczem katedry. Pracował także jako m.in. wykładowca seminarium, wikariusz biskupi ds. laikatu oraz jako diecezjalny asystent Akcji Katolickiej.
29 maja 2004 papież Jan Paweł II mianował go ordynariuszem diecezji Adria-Rovigo. Sakry biskupiej udzielił mu ówczesny arcybiskup Udine - Pietro Brollo.
23 grudnia 2015 przeszedł na emeryturę, jego następcą został ogłoszony prałat Pierantonio Pavanello.
Zmarł w szpitalu w Udine 6 lipca 2019.